# U-17-Fußball-Weltmeisterschaft der Frauen 2008/Finalrunde
Resultate der Finalrunde der U-17-Fußball-Weltmeisterschaft der Frauen 2008:

## Viertelfinale

### Dänemark – Nordkorea 0:4 (0:1)
| Dänemark                                                             | Dänemark | Nordkorea | Nordkorea |
| -------------------------------------------------------------------- | --- | --- | --------- |
| Dänemark                                                             | \| 8. November 2008 um 01:00 Uhr (MESZ) in Wellington (Westpac Stadium) \| \| Schiedsrichterin: Efthalia Mitsi ( Griechenland) \| | \| 8. November 2008 um 01:00 Uhr (MESZ) in Wellington (Westpac Stadium) \| \| Schiedsrichterin: Efthalia Mitsi ( Griechenland) \|                                                                                            | Nordkorea |
| Dänemark                                                             | Lene Gissel Rasmussen – Line Østergaard, Line Sigvardsen Jensen , Louise Brix (90. Pernille Ramlov), Britta O.B. Olsen – Simone Boye (62. Laerke Lillelund Michaelsen), Sofie Junge, Amanda Marie Hohol, Pernille Harder, Katrine Veje, Linette Andreasen (81. Anne Thirup Rudmose) Cheftrainer: Bent Eriksen | Hong Myong-hui – Hyon Un Hui, Jon Hong Yon, Kim Sol Hui, Kim Hyon Mi, Kim Un Hyang – Kim UJ (76. Ri Un Ae), Pae Yon Hui (81. Kim Un Ju), Ho Un-byol – Jon Myong Hwa, Yun Hyon Hui (51. Jang Hyon Sun) Cheftrainer: Ri Ui Ham | Nordkorea |
| Dänemark                                                             | 0:1 Jon Myong Hwa (21.) 0:2 Jon Myong Hwa (73.) 0:3 Ri Un Ae (86.) 0:4 Kim Un Ju (89.) | | Nordkorea |
| 8. November 2008 um 01:00 Uhr (MESZ) in Wellington (Westpac Stadium) | | |           |
| Schiedsrichterin: Efthalia Mitsi ( Griechenland)                     | | |           |

### Deutschland – Kanada 3:1 (2:1)
| Deutschland                                                          | Deutschland | Kanada | Kanada |
| -------------------------------------------------------------------- | --- | --- | ------ |
| Deutschland                                                          | \| 8. November 2008 um 04:00 Uhr (MESZ) in Wellington (Westpac Stadium) \| \| Zuschauer: 4.182 \| \| Schiedsrichterin: Silvia Reyes Juárez ( Peru) \| | \| 8. November 2008 um 04:00 Uhr (MESZ) in Wellington (Westpac Stadium) \| \| Zuschauer: 4.182 \| \| Schiedsrichterin: Silvia Reyes Juárez ( Peru) \| | Kanada |
| Deutschland                                                          | Anna Felicitas Sarholz – Inka Wesely, Valeria Kleiner , Carolin Simon, Leonie Maier – Marie-Louise Bagehorn, Turid Knaak (86. Isabelle Linden), Lynn Mester – Tabea Kemme (84. Hasret Kayikçi), Dzsenifer Marozsán, Alexandra Popp (90. Svenja Huth) Cheftrainer: Ralf Peter | Genevieve Richard – Bryanna McCarthy , Karli Hedlund, Alex Smith, Lauren Granberg – Shelina Zadorsky (67. Alyscha Mottershead), Caroline Szwed, Danica Wu (79. Amy Harrison) – Tiffany Cameron, Nkem Ezurike (63. Julia Ignacio), Rachel Lamarre Cheftrainer: Bryan Rosenfeld | Kanada |
| Deutschland                                                          | 1:0 Dzsenifer Marozsán (3.) 2:0 Lynn Mester (34.) 3:1 Dzsenifer Marozsán (78.) | 2:1 Nkem Ezurike (44.) | Kanada |
| 8. November 2008 um 04:00 Uhr (MESZ) in Wellington (Westpac Stadium) | | |        |
| Zuschauer: 4.182                                                     | | |        |
| Schiedsrichterin: Silvia Reyes Juárez ( Peru)                        | | |        |

### Japan – England 2:2 (2:2, 1:1) n.V., 4:5 i.E.
| Japan                                                              | Japan | England | England |
| ------------------------------------------------------------------ | --- | --- | ------- |
| Japan                                                              | \| 9. November 2008 um 01:00 Uhr (MESZ) in Hamilton (Waikato Stadium) \| \| Schiedsrichterin: Quetzalli Alvarado Godínez ( Mexiko) \| | \| 9. November 2008 um 01:00 Uhr (MESZ) in Hamilton (Waikato Stadium) \| \| Schiedsrichterin: Quetzalli Alvarado Godínez ( Mexiko) \| | England |
| Japan                                                              | Sakiko Ikeda – Kozue Chiba, Nagisa Okuda, Natsuki Kishikawa – Natsumi Kameoka, Chiaki Shimada (74. Yoko Tanaka), Yuko Takeyama, Yuiko Inoue (81. Kei Yoshioka – 112. Haruka Hamada) – Chinatsu Kira, Mana Iwabuchi, Akane Saito Cheftrainer: Hiroshi Yoshida | Lauren Davey – Naomi Chadwick, Gemma Bonner, Lucy Bronze – Jordan Nobbs, Mary Isobel Christiansen, Lucy Staniforth (72. Rachel Pitman) – Rachel Daly (58. Stephanie Marsh), Rebecca Jane (109. Paige Eli), Danielle Carter, Lauren Bruton Cheftrainer: Lois Fidler | England |
| Japan                                                              | 1:0 Chinatsu Kira (8.) 2:1 Mana Iwabuchi (82.) | 1:1 Lucy Staniforth (45.) 2:1 Isobel Christiansen (90.) | England |
| Japan                                                              | Elfmeterschießen | | England |
| Japan                                                              | 1:0 Chinatsu Kira 2:1 Yuko Takeyama Natsumi Kameoka (gehalten) 3:3 Natsuki Kishikawa 4:4 Akane Saito | 1:1 Jordan Nobbs 2:2 Lauren Bruton 2:3 Danielle Carter 3:4 Rachel Pitman 4:5 Gemma Bonner | England |
| 9. November 2008 um 01:00 Uhr (MESZ) in Hamilton (Waikato Stadium) | | |         |
| Schiedsrichterin: Quetzalli Alvarado Godínez ( Mexiko)             | | |         |

### Südkorea – USA 2:4 (0:1)
| Südkorea                                                           | Südkorea | USA | USA |
| ------------------------------------------------------------------ | --- | --- | --- |
| Südkorea                                                           | \| 9. November 2008 um 04:00 Uhr (MESZ) in Hamilton (Waikato Stadium) \| \| Zuschauer: 7.247 \| \| Schiedsrichterin: Kirsi Savolainen ( Finnland) \|                                                                                | \| 9. November 2008 um 04:00 Uhr (MESZ) in Hamilton (Waikato Stadium) \| \| Zuschauer: 7.247 \| \| Schiedsrichterin: Kirsi Savolainen ( Finnland) \|                                                                                  | USA |
| Südkorea                                                           | Lee Hyo Ju – Seo Hyun Sook, Lee Eun Kyung, Song Ari (82. Lee Mi Na), Shin Mi Na, Oh Yu Sun, Koh Kyung Yeon – Oh Hye Jin (38. Park Hee Young), Lee Hyun Young – Ji So Yun , Lee Min Sun (74. Jeoun Eun Ha) Cheftrainer: Kim, Yong Ho | Taylor Vancil – Amber Brooks, Crystal Dunn, Cloee Colohan , Julia Roberts, Rachel Quon – Kristie Mewis, Samantha Mewis, Olivia Klei (81. Erika Tymrak) – Courtney Verloo (86. Sam Johnson), Vicki DiMartino Cheftrainer: Kazbek Tambi | USA |
| Südkorea                                                           | 1:2 Lee Hyun Young (65.) 2:4 Lee Hyun Young (85.) | 0:1 Courtney Verloo (27.) 0:2 Kristie Mewis (56.) 1:3 Courtney Verloo (78.) 1:4 Vicki DiMartino (84.) | USA |
| Südkorea                                                           | Song Ari (77.) | | USA |
| 9. November 2008 um 04:00 Uhr (MESZ) in Hamilton (Waikato Stadium) | | |     |
| Zuschauer: 7.247                                                   | | |     |
| Schiedsrichterin: Kirsi Savolainen ( Finnland)                     | | |     |

## Halbfinale

### Nordkorea – England 2:1 (2:0)
| Nordkorea                                                                       | Nordkorea | England | England |
| ------------------------------------------------------------------------------- | --- | --- | ------- |
| Nordkorea                                                                       | \| 13. November 2008 um 04:00 Uhr (MESZ) in Christchurch (Queen Elizabeth II Park) \| \| Schiedsrichterin: Michelle Pye ( Kanada) \|                                                                                          | \| 13. November 2008 um 04:00 Uhr (MESZ) in Christchurch (Queen Elizabeth II Park) \| \| Schiedsrichterin: Michelle Pye ( Kanada) \| | England |
| Nordkorea                                                                       | Hong Myong-hui – Hyon Un Hui, Jon Hong Yon, Kim Sol Hui, Kim Hyon Mi, Kim Un Hyang (90. Ri Un Ae) – Kim UJ, Pae Yon Hui (71. Kim Un Ju), Ho Un-byol, Jon Myong Hwa, Yun Hyon Hui (53. Jang Hyon Sun) Cheftrainerin: Ri Ui Ham | Lauren Davey – Naomi Chadwick (55. Stephanie Marsh), Jodi Jacobs, Lucy Bronze – Jordan Nobbs , Mary Isobel Christiansen, Lucy Staniforth (85. Sarah Wiltshire) – Rachel Daly, Rebecca Jane, Danielle Carter, Lauren Bruton Cheftrainerin: Lois Fidler | England |
| Nordkorea                                                                       | 1:0 Ho Un-byol (19.) 2:0 Jon Myong Hwa (44.) | 2:1 Rebecca Jane (75.) | England |
| Nordkorea                                                                       | Hyon Un Hui (50.), Hong Myong-hui (68.), Jang Hyon Sun (90.+2') | Lucy Bronze (89.) | England |
| 13. November 2008 um 04:00 Uhr (MESZ) in Christchurch (Queen Elizabeth II Park) | | |         |
| Schiedsrichterin: Michelle Pye ( Kanada)                                        | | |         |

### Deutschland – USA 1:2 (1:0)
| Deutschland                                                                     | Deutschland | USA | USA |
| ------------------------------------------------------------------------------- | --- | --- | --- |
| Deutschland                                                                     | \| 13. November 2008 um 07:00 Uhr (MESZ) in Christchurch (Queen Elizabeth II Park) \| \| Zuschauer: 8.014 \| \| Schiedsrichterin: Cha Sung-mi ( Südkorea) \|                                                                                          | \| 13. November 2008 um 07:00 Uhr (MESZ) in Christchurch (Queen Elizabeth II Park) \| \| Zuschauer: 8.014 \| \| Schiedsrichterin: Cha Sung-mi ( Südkorea) \|                                                                          | USA |
| Deutschland                                                                     | Anna Felicitas Sarholz – Inka Wesely, Valeria Kleiner , Carolin Simon, Leonie Maier – Marie-Louise Bagehorn (83. Ivana Rudelic), Turid Knaak, Lynn Mester – Tabea Kemme (85. Svenja Huth), Dzsenifer Marozsán, Alexandra Popp Cheftrainer: Ralf Peter | Taylor Vancil – Amber Brooks, Crystal Dunn, Cloee Colohan, Julia Roberts, Rachel Quon – Kristie Mewis , Samantha Mewis, Olivia Klei (61. Erika Tymrak) – Courtney Verloo, Vicki DiMartino (90. Sam Johnson) Cheftrainer: Kazbek Tambi | USA |
| Deutschland                                                                     | 1:0 Alexandra Popp (6.) | 1:1 Vicki DiMartino (63.) 1:2 Courtney Verloo (81.) | USA |
| Deutschland                                                                     | Amber Brooks (69') | | USA |
| 13. November 2008 um 07:00 Uhr (MESZ) in Christchurch (Queen Elizabeth II Park) | | |     |
| Zuschauer: 8.014                                                                | | |     |
| Schiedsrichterin: Cha Sung-mi ( Südkorea)                                       | | |     |

## Spiel um den dritten Platz

### England – Deutschland 0:3 (0:1)
| England                                                                   | England | Deutschland | Deutschland |
| ------------------------------------------------------------------------- | --- | --- | ----------- |
| England                                                                   | \| 16. November 2008 um 04:00 Uhr (MESZ) in Auckland (North Harbour Stadium) \| \| Schiedsrichterin: Natalja Awdontschenko ( Russland) \| | \| 16. November 2008 um 04:00 Uhr (MESZ) in Auckland (North Harbour Stadium) \| \| Schiedsrichterin: Natalja Awdontschenko ( Russland) \| | Deutschland |
| England                                                                   | Lauren Davey – Jodi Jacobs, Lucy Bronze (89. Jemma Rose), Gemma Bonner, Stephanie Marsh (53. Sarah Wiltshire), Rachel Pitman – Jordan Nobbs , Lucy Staniforth – Rebecca Jane (71. Kirsty Linnett), Danielle Carter, Lauren Bruton Cheftrainer: Lois Fidler | Almuth Schult – Inka Wesely, Valeria Kleiner , Carolin Simon, Leonie Maier (89. Angelina Lübcke) – Marie-Louise Bagehorn (83. Claudia Götte), Turid Knaak, Lynn Mester – Dzsenifer Marozsán, Alexandra Popp, Hasret Kayikçi (52. Tabea Kemme) Cheftrainer: Ralf Peter | Deutschland |
| England                                                                   | 0:1 Inka Wesely (11.) 0:2 Turid Knaak (74.) 0:3 Lynn Mester (88.) | | Deutschland |
| England                                                                   | Lucy Bronze (41.) | Angelina Luebcke (90.) | Deutschland |
| 16. November 2008 um 04:00 Uhr (MESZ) in Auckland (North Harbour Stadium) | | |             |
| Schiedsrichterin: Natalja Awdontschenko ( Russland)                       | | |             |

## Finale

### Nordkorea – USA 2:1 n.V. (1:1, 0:1)
| Nordkorea                                                                 | Nordkorea | USA | USA |
| ------------------------------------------------------------------------- | --- | --- | --- |
| Nordkorea                                                                 | \| 16. November 2008 um 07:00 Uhr (MESZ) in Auckland (North Harbour Stadium) \| \| Zuschauer: 16162 \| \| Schiedsrichterin: Silvia Reyes Juárez ( Peru) \|                                                                    | \| 16. November 2008 um 07:00 Uhr (MESZ) in Auckland (North Harbour Stadium) \| \| Zuschauer: 16162 \| \| Schiedsrichterin: Silvia Reyes Juárez ( Peru) \|                                                                               | USA |
| Nordkorea                                                                 | Hong Myong-hui – Hyon Un Hui, Jon Hong Yon, Kim Sol Hui, Kim Hyon Mi, Kim Un Hyang – Kim UJ (68. Ri Un Ae), Pae Yon Hui (104. Jang Hyon Sun), Ho Un-byol – Jon Myong Hwa, Yun Hyon Hui (53. Kim Un Ju) Cheftrainer: Ri Ui Ham | Taylor Vancil – Amber Brooks, Crystal Dunn, Cloee Colohan, Julia Roberts, Rachel Quon – Kristie Mewis , Samantha Mewis, Olivia Klei (61. Elizabeth Eddy) – Courtney Verloo, Vicki DiMartino (106. Sam Johnson) Cheftrainer: Kazbek Tambi | USA |
| Nordkorea                                                                 | 1:1 Kim Un Hyang (77.) 2:1 Jang Hyon Sun (113.) | 0:1 Hong Myong-hui (2., Eigentor) | USA |
| Nordkorea                                                                 | Hyon Un Hui (117.) | | USA |
| 16. November 2008 um 07:00 Uhr (MESZ) in Auckland (North Harbour Stadium) | | |     |
| Zuschauer: 16162                                                          | | |     |
| Schiedsrichterin: Silvia Reyes Juárez ( Peru)                             | | |     |